# Житово (Рязанская область)
Житово — село в Рыбновском районе Рязанской области. Входит в состав Батуринского сельского поселения.

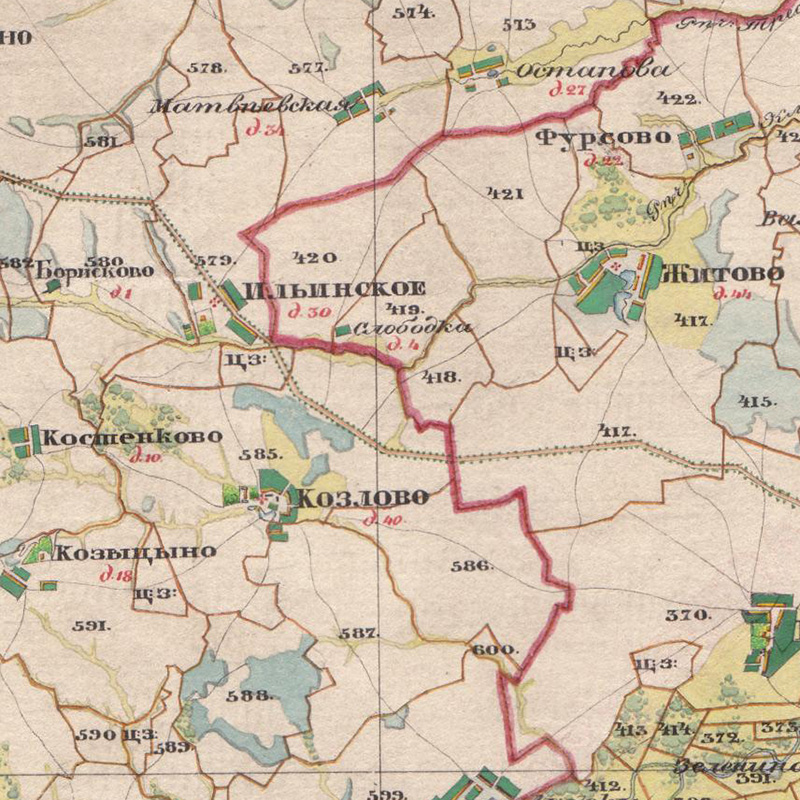
Житово и окрестности на карте Менде 1850 года

## География
Расположено на западе центральной части района в 2 километрах от границы с Московской областью. Село расположено около железнодорожной линии Рыбное-Узуново. В нескольких километрах западнее села расположено Житовское водохранилище, сооруженное на р. Клещевая (приток р. Вожа)

## История
Упоминается в окладных книгах 1676 года как Никольская церковь. По одной из версий название села произошло от слова «жито», то есть хлеб, когда-то здесь появились житники, а для хранения зерна — житницы . По другой версии, село было названо по фамилии помещика, выигравшего в карты крестьян деревни Долинки Каширского уезда Тульской губернии и переселившего их на новое место в Рыбновскую волость Рязанского уезда.
По сведениям 1859 года, Житово — село владельческое Рязанского уезда Рязанской губернии, при пруде (в 1906 году — «при р. Клещевой, впадающей в р. Вожу»); в 1868 году — село временнообязанных крестьян. Входило в Рыбновскую волость Рязанского уезда.
В начале XX века в селе действовала смешанная церковно-приходская школа. Среди занятий жителей села преобладали отхожие промыслы.
В годы Великой Отечественной войны между сёлами Житово и Ногино располагался военный аэродром Житово. Здесь базировался 836 бомбардировочный авиаполк. 30 мая 1943 года полк убыл на аэродром Барыково (Тульская область). С апреля 1943 года по ноябрь 1943 года на аэродроме проходил переформирование 35 бомбардировочный авиаполк, прибывший с аэродрома Сарожа (Ленинградская область). В Житово, на сельском кладбище, установлен памятник погибшим летчикам 836 авиаполка. Постановлением ГКО № 5131 от 9 февраля 1944 г. произошло перебазирование 1-й Высшей школы штурманов и летчиков авиации Дальнего действия из г. Троицк в г. Рязань на аэродромы Дягилево, Житово, Григорьевское, Ряжск, Моршанск, Александровка, Сосновая. В 2021 году аэродром Житово использовался как площадка приземления парашютистов Рязанского гвардейского высшего воздушно-десантного командного училища (РВВДКУ) имени генерала армии В.Ф. Маргелова.
С 2004 по 2015 год село являлось административным центром Козловского сельского поселения Рыбновского района Рязанской области.

## Население
- 1859 — 49 дворов, 630 человек (311 м.п., 319 ж.п.)
- 1868 — 91 двор, 594 человека (293 м.п., 301 ж.п.)
- 1 января 1905—135 дворов, 775 человек (365 м.п., 410 ж.п.)

| 1859 | 1897 | 1906 | 2010 |
| ---- | ---- | ---- | ---- |
| 630  | ↗679 | ↗775 | ↘400 |

## Инфраструктура
В селе расположены фермы агропромышленного предприятия «Русь». Функционирует почтовое отделение, начальная школа, детский сад, 2 магазина. В центре села установлен памятник землякам, павшим в годы Великой Отечественной войны.

## Транспорт
Транспортные связи с селом осуществляются электропоездами Рязань — Узуново. Всего в день проходит 3 пары электропоездов. Остановочный пункт несёт одноимённое название. Также осуществляются перевозки маршрутными такси от города Рыбное.